# Републиканска партија Јерменије
Републиканска партија Јерменије (јерм. Հայաստանի Հանրապետական Կուսակցություն) јесте национално конзервативна политичка партија у Јерменији. Прва је политичка партија основана у независној Јерменији (формирана је 2. априла 1990. године). Била је највећа партија деснице у Јерменији у периоду од 1990 до 2018, када нестаје са политичке сцене, и не прелази цензус на изборима 9. децембра, после којих осваја свега 4,7% подршке. На вандредним парламентарним изборима 2021. добија парламентарни статус и осваја 5,2% подршке.
Вођа партије је тренутни заступник у парламенту, Едвард Шармазанов.
С партијом су повезани многи јерменски олигарси, који де факто држе монопол над привредом Јерменије.
Републиканска партија се у прве политичке редове пробила након парламентарних избора 1999. године, када је унутар коалиције Јединство по први пут ушла у скупштину Јерменије. Током мандата премијера из њених редова, Андраника Маргарјана, учињене су значајне реформе на пољу економије и администрације. Утицај партије је с годинама наставио да расте. На свом Десетом конгресу 2006. године, званично је проглашено да се политика партије темељи на националном конзервативизму.